# Pachypodium rosulatum bicolor
Pachypodium rosulatum subsp. bicolor (Lavranos & Rapanarivo) Lüthy è una pianta della famiglia delle Apocinacee, endemica del Madagascar.